# Pseudolabrus biserialis
Pseudolabrus biserialis là một loài cá biển thuộc chi Pseudolabrus trong họ Cá bàng chài. Loài này được mô tả lần đầu tiên vào năm 1880.

## Từ nguyên
Từ định danh biserialis của loài trong tiếng Latinh được dịch là "có hai hàng" (bi: "số hai" + series: "hàng, dãy"), hàm ý đề cập đến hai hàng vảy trên má của loài này.

## Phạm vi phân bố và môi trường sống
P. biserialis có phạm vi phân bố ở Đông Nam Ấn Độ Dương. Đây là một loài đặc hữu của vùng biển phía tây nam của Úc, trải dài từ quần đảo Recherche đến quần đảo Houtman Abrolhos.
P. biserialis sống gần các rạn đá ngầm phủ đầy tảo hoặc bọt biển ở độ sâu đến 15 m.

## Mô tả
P. biserialis có chiều dài cơ thể tối đa được ghi nhận là 17,2 cm. Cá cái chuyển đổi giới tính thành cá đực khi đạt chiều dài khoảng 14 cm.
Cá đực lẫn cá cái đều có kiểu màu tương đồng với nhau. Cơ thể có màu đỏ da cam, mõm xám nhạt. Có dải trắng kéo dài từ dưới mõm đến rìa nắp mang, từ đó tách thành 2 dải: dải trên dọc theo chiều dài của thân (ngay giữa thân), dải dưới từ gốc vây ngực kéo dài dọc theo bụng. Cá cái có các đốm đen dọc trên lưng, nhưng cá đực lại không có. Cá cái có vây màu cam phớt vàn; vây lưng và vây hậu môn có viền xanh lam. Cá đực lại có vây lưng và vây đuôi màu vàng tươi; vây hậu môn, vây ngực và vây bụng màu đỏ thẫm.

## Thương mại
P. biserialis được đánh bắt nhằm mục đích thương mại trong ngành buôn bán cá cảnh. Đây là một loài cá cảnh có giá trị trugn bình, được bán với giá khoảng 16–25 USD một con ở Úc.

### Trích dẫn
- B. C. Russell (1988). "Revision of the labrid fish genus Pseudolabrus and allied genera" (PDF). Records of the Australian Museum. Quyển 9. tr. 1–72.